# Bocca di u Pratu
De Bocca di u Pratu (Frans: Col de Prato) is een Corsicaanse bergpas met een hoogte van 985 meter. De bergpas verbindt Morosaglia met La Porta. De pas vormt de enige oost-westverbinding door het gebergte van de Monte San Petrone, in de regio Castagniccia.
Aan de westzijde start de pasweg vanuit Morosaglia op 810 meter hoogte, maar de beklimming start in feite al in Ponte-Leccia op 190 meter hoogte.
Aan de oostzijde splitst de weg één kilometer na de pashoogte. De directe afdaling naar La Porta (via Quercitello) gaat linksaf, de D71 blijft relatief hoog en voert naar de Col d'Arcarota (820 m). Deze weg daalt zachtjes tot bij Piedicroce (638 m) om daarna opnieuw te stijgen naar de Col d'Arcarota. De afdaling naar La Porta gaat via de D205. Na La Porta daalt deze weg nog verder. Men zou dus ook kunnen stellen dat de pasweg aan de oostzijde start bij de Pont de Rimitorio over de Fium Alto op een hoogte van 199 meter.